# NGC 1438
NGC 1438 је спирална галаксија у сазвежђу Еридан која се налази на NGC листи објеката дубоког неба.
Деклинација објекта је - 23° 0' 8" а ректасцензија 3h 45m 17,1s. Привидна величина (магнитуда) објекта NGC 1438 износи 12,3 а фотографска магнитуда 13,2. Налази се на удаљености од 30,573 милиона парсека од Сунца. NGC 1438 је још познат и под ознакама ESO 482-41, MCG -4-9-58, PGC 13760.